# Fijnstof

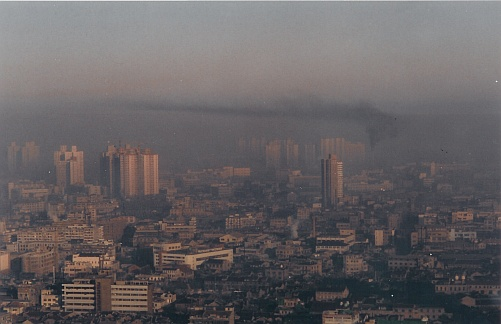
Shanghai onder een deken van fijnstof

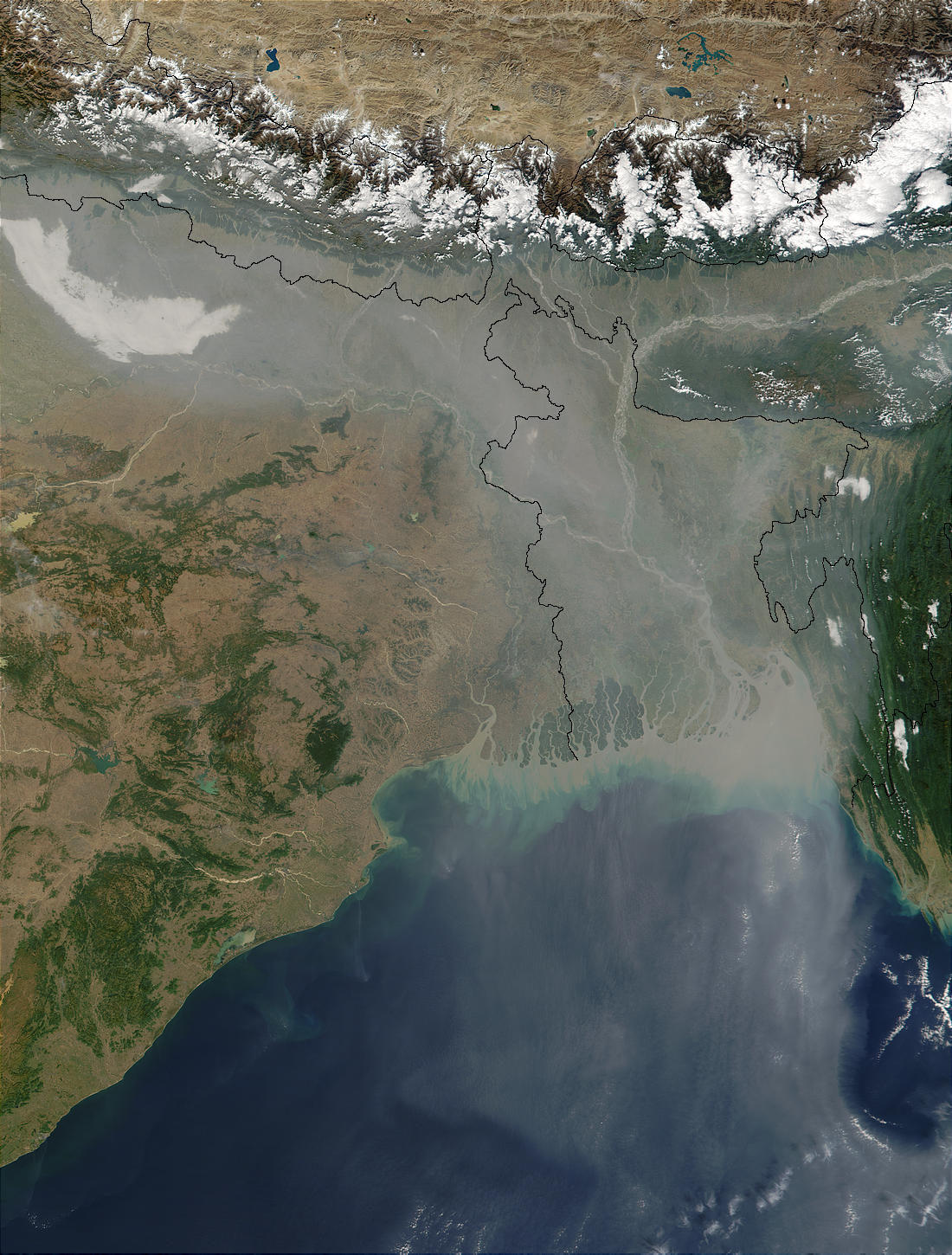
Fijnstof boven Noord-India en Bangladesh

Fijnstof (volgens spelling in Nederland) of fijn stof (volgens spelling in Vlaanderen) is een mengsel van microscopisch kleine vaste deeltjes die kleiner zijn dan 10 micrometer. Deze deeltjes zijn van verschillende grootte, herkomst en chemische samenstelling. Fijnstof kan als aerosol lang in de lucht blijven zweven.
Fijnstof is een vorm van luchtvervuiling, die ernstige gezondheidsklachten kan veroorzaken. Uit epidemiologische en toxicologische gegevens blijkt dat fijnstof bij inademing schadelijk is voor de gezondheid. Zo leidt het bij mensen met luchtwegaandoeningen en hart- en vaatziekten tot verergering van hun symptomen, en benadeelt het bij kinderen de ontwikkeling van de longen. De maximaal toegestane normen voor fijnstof worden in Europa op veel plaatsen overschreden.
In Vlaanderen en Nederland verliest een inwoner gemiddeld ongeveer één gezond levensjaar door de chronische gezondheidseffecten van fijnstof.

## Soorten fijnstof en herkomst
De indeling van fijnstofdeeltjes gaat naar afnemende grootte:
- PM10: een aerodynamische diameter kleiner dan 10 micrometer. PM staat voor particulate matter.[6]
- PM2,5: een diameter kleiner dan 2,5 micrometer.
- PM0,1: een diameter kleiner dan 0,1 micrometer (ultrafijnstof).[7]

Daarnaast worden er primaire en secundaire deeltjes onderscheiden:
- Primair fijnstof is het resultaat van verbranding, wrijving, of verdamping. Voorbeelden zijn de verbranding van fossiele brandstoffen (aardolie, aardgas, steenkool) en hout, het fijnmalen van materialen in de industrie (in mengvoeder-, metaal- of chemiebedrijven). Fijnstof kan, behalve door menselijke activiteit, ook natuurlijk ontstaan: door winderosie (die deeltjes van gebouwen of rotsen afschuurt), door verdamping van zeewaterdruppels.
- Secundair fijnstof ontstaat wanneer moleculen van verzurende stoffen als stikstofoxiden (NOx), zwaveldioxide, (SO2), ammoniak (NH3), vluchtige organische stoffen en ozon (O3) zich verbinden tot vaste deeltjes. Deze kunnen zich bovendien ook weer aan primaire deeltjes hechten.

Een nadere specificatie van uitstoot door fijnstofbronnen levert de volgende categorieën op:
- verkeer, bijvoorbeeld roet uit dieselmotoren, inclusief die in (zee)schepen en locomotieven. Daarnaast ontstaat fijnstof door wrijving van remmen, afschuren van rubberbanden en het wegdek. Opstijgende en dalende vliegtuigen produceren eveneens fijnstof, waaronder veel ultrafijnstof.
- industrie, bijvoorbeeld de metaalindustrie. Ook bij het storten en overslaan van bulkgoederen komt stof vrij.
- veeteeltbedrijven, door stro en gedroogde mest in stallen.
- elektriciteitscentrales.
- woningen, bijvoorbeeld uitstoot uit open haard, houtkachel, allesbrander, barbecue, vuurkorf, kampvuur, sigarettenrook, bakken en braden.[9]
- natuurlijke bronnen, bijvoorbeeld zeezout, Saharastof of stof vanuit de bodem.

### In Nederland

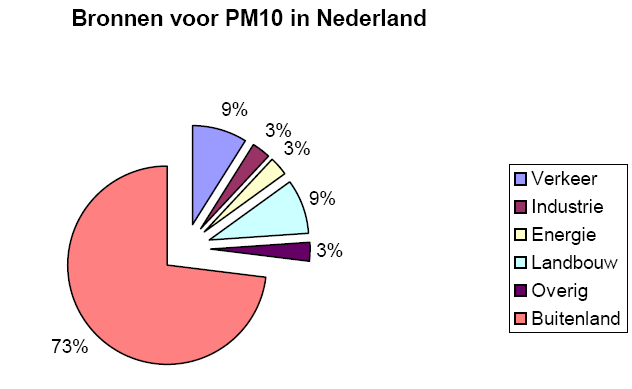
De bronnen van door menselijke activiteiten ontstane PM10 (een type fijnstof) in Nederland in 2002

Fijnstof in de lucht boven Nederland komt voor ongeveer twee derde uit naburige landen. Nederland produceert evenwel meer fijnstof dan dat het uit andere landen ontvangt. Circa 15% is afkomstig van menselijke activiteiten in Nederland, vooral uit de sectoren verkeer, energie en industrie. In het westen bestaat het fijnstof - afhankelijk van de windrichting en de locatie - voor een flink deel uit het ongevaarlijke zeezout. Het gebied van Londen, Amsterdam, Rotterdam, Antwerpen en het Ruhrgebied is te zien als de ergste bron van vervuiling in Europa.
In Nederland is houtrook verantwoordelijk voor 10% tot 12% van het fijnstof in de lucht, de rest komt van de industrie en dieselmotoren. Bij een proef in Schoorl uitgevoerd door het Energieonderzoek Centrum Nederland in 2009, bleek dat houtrook zelfs verantwoordelijk was voor 9 tot 27 procent van de lokale PM10-concentratie en voor 30 tot 39 procent aan PM 2,5. Volgens een rapport van de Gezondheidsraad uit januari 2018 was de verwarming van woningen en gebouwen door houtkachels gemiddeld verantwoordelijk voor 1 tot 2 procent van het fijnstof (PM 2,5) in de lucht boven Nederland; NRC Handelsblad waarschuwde echter dat de precieze uitstoot moeilijk vast te stellen is door onzekerheid in een aantal variabele factoren en dat de daadwerkelijke uitstoot waarschijnlijk hoger ligt dan 1-2%. Uit onderzoek van het RIVM uit oktober 2018 bleek dat 0,5% van de fijnstofuitstoot door houtrook komt van vreugdevuren, zoals paasvuren in vooral Noord-, Oost- en Midden-Nederland, nieuwjaarsvuren in bijvoorbeeld Den Haag en Luilakvuren in Noord-Holland.
Daarnaast veroorzaakt vuurwerk tijdens de jaarwisseling ook 0,5% van de jaarlijkse fijnstofuitstoot. In Nederland worden zeer hoge fijnstofconcentraties waargenomen in het eerste uur na de jaarwisseling als gevolg van het massaal afsteken van vuurwerk. Voor de jaarwisseling van 2019–2020 bleek de uitstoot van fijnstof door vuurwerk in Nederland veel sterker te zijn dan in België, waar de door luchtsensoren gemeten fijnstofwaarden stabiel bleven rond middernacht.

### In België
In een tussentijds rapport van oktober 2020 stelt de Vlaamse Milieumaatschappij een vermindering vast van het fijnstof ten opzichte van het jaar 2000. Toch heeft de huidige luchtvervuiling nog steeds negatieve effecten op de gezondheid.

## Normering

### Europese normering
Bovenstaande figuur 'Bronnen van fijnstof' laat zien dat het om een grensoverschrijdend milieuprobleem gaat. Daarom heeft de Europese Unie normen opgesteld voor fijnstof. In 2005 mocht het daggemiddelde van fijnstof niet het niveau van 40 microgram per kubieke meter overschrijden over een heel jaar. Per jaar mocht het daggemiddelde aan fijnstofconcentratie de 50 microgram per kubieke meter slechts 35 dagen overschrijden. In 2010 zouden deze normen worden aangescherpt, maar deze indicatieve grenswaarden zijn herzien omdat er meer informatie bekend is over de effecten op de gezondheid en de milieu-impact, de technische haalbaarheid en de ervaring met de toepassing van de grenswaarden van fase 1. Daarom is in 2008 deze tweede fase vervallen.
Europese normen voor fijnstof PM10 vanaf 2005 en PM2,5 vanaf 2015.
|                                                                 | PM10 sinds 1 januari 2005 | PM2.5 sinds 1 januari 2015 |
| --------------------------------------------------------------- | ------------------------- | -------------------------- |
| Jaargemiddelde                                                  | 40 µg/m3                  | 25 µg/m3                   |
| Daggemiddelde (24 uur) Maximum aantal overschrijdingen per jaar | 50 µg/m3 35               | - -                        |

De Europese lidstaten moeten zelf wetgeving opstellen om de Europese normen te halen. Nederland heeft de normen in 2004 gekoppeld aan ruimtelijke-ordeningwetgeving. Daardoor treden grote belemmeringen op voor bouwactiviteiten in Nederland op plaatsen met hoge fijnstofconcentraties. Door de Raad van State is een aantal besluiten van het Nederlandse kabinet voor de aanleg van spitsstroken en voor een snelwegverbreding vernietigd, omdat de fijnstofconcentratie door deze activiteiten zou toenemen. De aanleg van nieuwe eilanden voor IJburg is stilgelegd. Ook de vestiging van nieuwe industrie wordt hierdoor op sommige plaatsen sterk belemmerd.
Door rekening te houden met het van nature aanwezige zeezout in de lucht kan door middel van de zeezoutcorrectie het berekende aantal overschrijdingen per jaar naar beneden worden bijgesteld. In diverse regio's wordt onderzocht of door de aanplant van bomen en struiken de concentraties fijnstof kunnen verminderen.

### Normering van de Wereldgezondheidsorganisatie
De Wereldgezondheidsorganisatie (of WHO) hanteert strengere normen dan de Europese Unie.
De maximale normen voor fijnstof volgens de Wereldgezondheidsorganisatie zijn:
| Gemiddeld  | PM2,5    | PM10     |
| ---------- | -------- | -------- |
| Per jaar   | 5 µg/m³  | 15 µg/m³ |
| Per 24 uur | 15 µg/m³ | 45 µg/m³ |

## Concentraties

### PM10

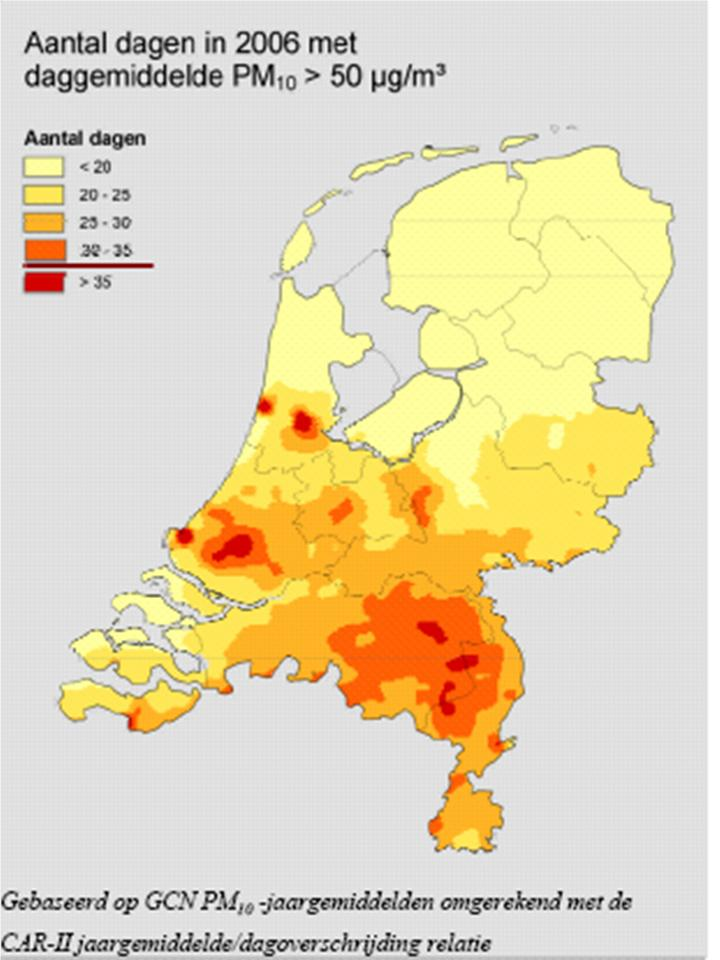
Het aantal dagen in 2006 waarop de normwaarde van fijnstof in Nederland werd overschreden

In Nederland en België overschrijden de concentraties fijnstof vooral de normen binnen 100 meter van een drukke snelweg, of binnen 50 meter van een drukke stedelijke weg. In de bebouwde kom worden verhoogde concentraties gemeten in de omgeving van houtkachels. In grote gemeenten in Nederland wordt hierdoor tot 10% van de bevolking aan te veel fijnstof blootgesteld (stand van zaken in 2004). Niettemin zijn de concentraties vanaf de jaren tachtig van de twintigste eeuw gedaald (van 116 kiloton uitstoot aan fijnstof in 1980 tot 47 kiloton in 2002). Dit is voornamelijk te danken aan maatregelen in de industrie, met name door ontzwaveling van de schoorsteenemissies en bij auto's door schonere motoren en katalysatoren (waardoor minder stikstofoxiden uitgestoten worden, de voorloper van het ammoniumnitraat). Bij dieselauto's zijn in toenemende mate roetfilters in gebruik. De problemen in de zones langs verkeerswegen verminderen door het verbeterde motormanagement en het gebruik van dieselroetfilters, ondanks een toename van het verkeer. Door de toename van het aantal houtkachels neemt lokaal het fijnstofniveau juist toe.
Van 2003 op 2004 trad een trendbreuk voor de concentraties in landelijke gebieden in Nederland. Daarnaast is er een onzekerheidsmarge van 20% voor gebieden met een hoge concentratie, en van 40% voor het noorden van Nederland. Door bijzondere weerssituaties treedt regelmatig overschrijding van de acceptabele fijnstofwaarden op in gebieden waar onder normale omstandigheden geen overschrijding gemeten kan worden. Eind 2006 is door de GGD Amsterdam geconstateerd dat er vanaf 1999 geen daling meer van de concentraties PM10 zijn aan te tonen. Eind 2007 heeft het RIVM dit eveneens geconstateerd.
In 2005 werden de Amsterdamse Veerkade en Stille Veerkade te Den Haag door Milieudefensie aangewezen (op basis van cijfers van RIVM) als smerigste straten van Nederland; in 2007 was dit het Weena in Rotterdam. Februari 2006 kwam in het nieuws dat de gemeente Den Haag via een experiment met een zogenaamde fijnstofflitspaal de vervuiling van het passerende verkeer wilde gaan bepalen. In de komende 5 tot 10 jaar zal het aantal luchtkwaliteitsknelpunten voor zowel fijnstof als stikstofdioxide sterk afnemen. De ringwegen van de grote steden en de drukste binnenstedelijke straten in de Randstad behoren tot de meest hardnekkige luchtkwaliteitsknelpunten.
In 2006 woonden in Nederland 420.000 mensen op een plaats waar de normen voor fijnstof werden overschreden, met name in het westen van het land. In gemeentes met veel industrie, drukke wegen, havens en in enkele landbouwgebieden in Noord-Brabant en Limburg komen de meeste overschrijdingen voor.

### PM2,5

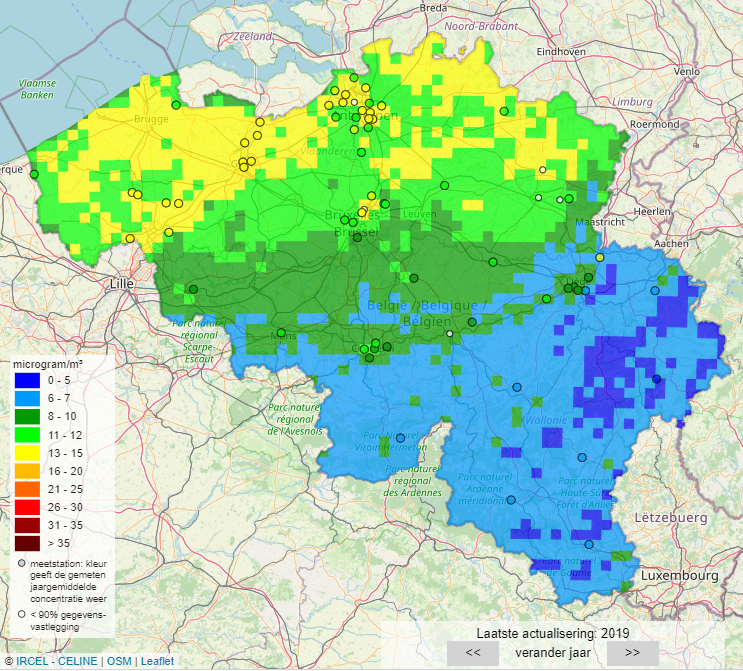
Gemiddelde PM_{2,5} concentratie in België (2019)

Het is bekend dat gezondheidsschade vooral optreedt door de kleinere fractie van de deeltjesgrootteverdeling: de PM2.5. Deze deeltjes dringen het diepst door in de longen en richten de meeste schade aan. Deze fractie wordt ook voor een groter deel door mensen veroorzaakt, vooral door verwarming, wegverkeer en scheepvaart. In de EU is verwarming door biomassa (vnl. hout) verantwoordelijk voor meer dan 40% van het fijnstof. Doorgaans wordt echter de PM10 gemeten, omdat dat eenvoudiger is en omdat zo historische reeksen met elkaar te vergelijken zijn. Bovendien worden de gemeten waarden gebruikt in modellen die uiteindelijk de concentraties vaststellen. Wanneer je de massa van een monster PM10 bepaalt, wat op zich al gepaard gaat met een hoge onzekerheidsmarge, meet je voor ongeveer een derde deel hoeveel grote deeltjes (tussen de 2,5 en 10 micrometer) in die fractie zitten: immers het gewicht van de deeltjes is evenredig met de derde macht van hun grootte (zie inhoud). PM10 is dus niet een heel goede maat. Het effect van stoffilters en verbeterd motormanagement is dat de massa PM10 afneemt en ook de massa PM2.5, maar dat de fractie van de allerkleinste deeltjes toeneemt (deeltjes kleiner dan 100 nanometer). Er kan dus een verschuiving van het deeltjesspectrum optreden naar de allerkleinste deeltjes bij schone motoren, waardoor de massa weliswaar afneemt - ook voor PM2.5 - maar het aantal deeltjes onder 100 nanometer toeneemt. Dit verschijnsel is in 2011 ook door metingen bevestigd. Deze ultrafijne deeltjes deponeren makkelijker in de longen: het aantal gedeponeerde deeltjes kan daar dus toenemen terwijl de gedeponeerde massa afneemt.
De grootste massafractie in PM2.5 is tegenwoordig afkomstig van stikstof(mon)oxiden (NO) van vrachtverkeer, ozon uit fotochemische reactie en van ammoniak uit de bio-industrie: tezamen vormen deze gassen het ammoniumnitraat (NH4NO3). De chemische reactie van NO naar HNO3 verloopt volgens 3NO + O3 → 3NO2 en 3NO2 + 3OH → 3HNO3. De reactie naar NH4NO3 verloopt volgens HNO3 + NH3 → NH4NO3.
De EU richtlijn luchtkwaliteit 2008 bevat voor eerst grens- en streefwaarden voor PM2,5. De grenswaarde voor de jaargemiddelde PM2,5-concentratie is 25 µg/m3 vanaf 2015. Huidige concentraties van PM2,5 lopen in België en Nederland uiteen van 13 µg/m3 tot meer dan 30 µg/m3 in drukke straten. De richtlijn bevat ook een mechanisme dat beoogt om de gemiddelde stadsachtergrondconcentratie PM2,5 terug te dringen.

## Effecten op de gezondheid

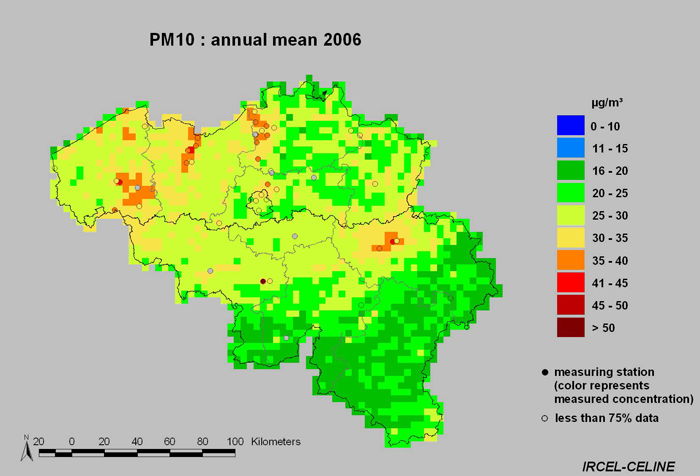
Gemiddelde PM_{10}-concentratie in België in 2006, bron IRCEL - CELINE

### Ademhaling en bloedsomloop
Stofdeeltjes groter dan 10 micrometer (een honderdste millimeter) worden door de neus vastgehouden en uitgescheiden via het slijmvlies. Kleinere deeltjes zijn fijnstof, die komen bij inademing in de longen terecht. In de longen treedt daardoor schade op, maar hoe dat gebeurt is niet precies bekend. De hypothese is dat de kleine deeltjes ontstekingsreacties veroorzaken en de zuurstofopname bemoeilijken. Deze ontstekingsreacties, waarbij radicalen vrijkomen, zijn schadelijk voor het hart. Mogelijk zorgt fijnstof er ook voor dat het bloed viskeuzer wordt, waardoor de kans op een hartinfarct toeneemt. Er zijn neurologische effecten van fijnstof gevonden, waardoor bijvoorbeeld de hartspierfunctie negatief kan worden beïnvloed. Ten slotte worden radicalen geassocieerd met vervroegde veroudering.
Het is niet zo duidelijk wat het effect is van de chemische samenstelling op de grootte van de gezondheidsschade. Sommige mensen zijn gevoeliger voor fijnstof dan anderen, maar het is niet op voorhand aan te geven welke mensen schade zullen lijden. Het is wel aannemelijk gemaakt dat bij een hogere blootstellingsconcentratie en bij een grotere gevoeligheid het gezondheidsrisico groter is. Kwetsbare groepen zijn met name ouderen en personen met hart-, vaat- of longaandoeningen. Daarnaast is uit onderzoek gebleken dat kinderen een verminderde ontwikkeling van de longen aan het jaren lang inademen van fijnstof overhouden.

### Mortaliteit en morbiditeit
Epidemiologische en toxicologische studies wijzen uit dat in Nederland jaarlijks enige duizenden mensen vroegtijdig overlijden door kortdurende blootstelling aan fijnstof. De mortaliteit door chronische blootstelling is mogelijk een veelvoud hiervan. In Vlaanderen en Nederland verliest een inwoner gemiddeld ongeveer één gezond levensjaar door de chronische gezondheidseffecten van fijnstof. Naast mortaliteit speelt bij fijnstof morbiditeit een belangrijke rol: door blootstelling aan fijnstof worden veel mensen ziek. Bij mensen met luchtwegaandoeningen en hart- en vaatziekten verergert blootstelling aan fijnstof hun symptomen. De eenheid DALY (disability-adjusted life years) meet zowel de mortaliteit als de morbiditeit. Voor chronische blootstelling aan PM10 is het aantal DALY's in Nederland aanzienlijk: tussen 7000 en 13000 per miljoen inwoners. Dat is ruwweg 5% van de totale ziektelast in Nederland. Het Longfonds heeft een maatschappelijke kosten-batenanalyse (MKBA) laten uitvoeren die, op basis van de DALY's, liet zien dat de maatschappelijke kosten van fijnstof door gezondheidsschade tussen de €4 en 40 miljard per jaar bedragen. Ter vergelijking: voor €4 miljard kunnen ongeveer 8 miljoen roetfilters worden gemonteerd.
Studies wijzen uit dat er geen veilige ondergrens is bij blootstelling aan fijnstof: hoe klein de blootstelling ook is, er is een meetbaar schadelijk effect op de gezondheid. De huidige normen zijn derhalve een compromis tussen gezondheidsbelangen en socio-economische belangen.

### Hersenen
Recent onderzoek stelde ook een verband vast tussen blootstelling aan fijnstof en hersenfuncties. Onder meer toernooischakers en scheidsrechters maakten significant meer fouten bij hogere blootstelling. Ook meer algemeen werd een achteruitgang van de cognitieve vermogens opgetekend.

## Andere milieueffecten
Sommige soorten fijnstof (met name sulfaataerosolen) hebben een afkoelende werking en compenseren daarmee deels het versterkte broeikaseffect, omdat ze zonlicht reflecteren. Dit verschijnsel wordt ook wel mondiale zonsverduistering genoemd. Andere soorten fijnstof, zoals roet, absorberen warmte en verergeren het broeikaseffect. Roetneerslag op sneeuw en ijs leidt tot minder reflectie van zonlicht en dus tot sneller smelten van sneeuw en ijs. De hoeveelheid zwavel in de lucht is in de afgelopen decennia flink afgenomen door filters en zwavelarme brandstoffen. Het netto effect is hoogstwaarschijnlijk een vermindering van de opwarming van de Aarde

## Bescherming
Het gebruik van mondkapjes zoals de FFP1 of FFP2 met ventiel tijdens het klussen is onvoldoende om fijnstof tegen te houden. In de hedendaagse stofzuigers worden veelal HEPA filters gebruikt die ten minste 85% van de 0,3 micrometer grote stofdeeltjes tegenhouden (HEPA-klasse E10). Kleinere deeltjes houden ze slechter tegen.